# Marie-Louise Trichet
Marie-Louise Trichet (Poitiers, Vienne, Poitou-Charentes, 7 de maig de 1684 - Saint-Laurent-sur-Sèvre, Vendée, País del Loira, 28 d'abril de 1759) fou una religiosa francesa, fundadora de la congregació de les Filles de la Saviesa. És venerada com a beata per l'Església catòlica.

## Biografia
Nascuda a Poitiers, era la quarta dels vuit fills de Julien Trichet, jutge de la ciutat. De petita manifestà una gran religiositat i anava a missa cada dia. En 1701, Louis-Marie Grignion de Montfort, que havia arribat a Poitiers, la convencé a fer-se religiosa i se'n convertí en el director espiritual. Ella volia ingressar en un convent, però no tenia el dot necessari per entrar a les Canongesses de Sant Agustí, per la qual cosa Montfort li aconsellà que es dediqués a tenir cura dels malalts de l'hospital, on ell mateix era capellà. Sense fer vots religiosos, començà a treballar-hi com a voluntària. Malgrat el desacord de la seva família, deixà la casa pairal i el 2 de febrer de 1703 prengué l'hàbit religiós de mans de Montfort.
Abans de marxar cap a Roma, Montfort redactà la Regla de les Filles de la Saviesa, per a la congregació que pretenia fundar amb Marie-Louise Trichet. Se n'ocupà durant deu anys difícils, per les epidèmies i la fam que hi havia per les guerres, i per l'oposició dels administradors de l'hospital a establir-hi una regla; atenia els malalts, donava menjar als necessitats i des de 1708 administrava l'establiment, de manera completa des de 1711. En 1713, Montfort tornà a Poitiers i donà la jove Catherine Brunet com a companya de Trichet.
En 1715 Montfort les portà a La Rochelle, on volia obrir dues escoles, una per a nens i una per a nenes. En poc temps, l'escola, amb el suport del bisbe, M. de Champflour, ja tenia 400 alumnes. El 22 d'agost de 1715, el bisbe donà l'aprovació perquè les dues, a més de Marie Valleau i Marie Régnier, joves de La Rochelle, fessin la professió religiosa sota la direcció de Montfort; Trichet prengué el nom de Maria Lluïsa de Jesús. Montfort els donà una regla de vida i fundaren així una congregació religiosa, les Filles de la Saviesa, per a l'educació dels nens i la cura de pobres. En morir Montfort en 1716, la comunitat quedà a càrrec de Trichet, la superiora, tres germanes i una novícia.
En marxar de l'hospital de Poitiers, la situació d'aquest empitjorà i en 1719, l'administració de l'hospital els demanà de tornar-hi, oferint l'hospital com a seu per instal·lar-hi la casa mare i el noviciat de la nova congregació religiosa. Trichet accepta i amb Catherine, ara germana de La Conception, i Anne Marie (Sœur Saint-Joseph) tornà a la seva vila nadiua. L'administració de l'hospital, però, volia tenir-ne el control i imposà que el nomenament de la superior el fes el consell de l'hospital, i que la meitat del dot de les novícies se'l quedés l'hospital; com que Trichet no volia posar en perill l'autonomia de l'institut, no acceptà les condicions i deixaren l'hospital.
A Poitiers, trobà Jacques Goudeau, un laic deixeble de Montfort que tenia cura del santuari de Marie, Reine de Tous les Cœurs de Montbernage. Suggerí a la Trichet que es posés en contacte amb Madame de Bouillé, noble dama que vivia a prop del santuari, a Saint-Laurent-sur-Sèvre i que podria ajudar-la. La dama manifestà el desig de contribuir a consolidar la congregació, ja que havia tingut Montfort com a director espiritual, també. El 14 de setembre de 1719 s'acordà la fundació de la casa mare de l'institut a Saint-Laurent, que s'instal·là en 1720 a la Maison Longue del poble, avui museu dedicada a la fundadora i la congregació. Malgrat la pobresa dels inicis, en poc temps aconseguiren llegats i terres que els produïren rendes, i altres novícies hi arribaren i la congregació cresqué.
A partir de 1729, i en els següents trenta anys, Trichet fundà fins a trenta noves cases de la congregació, especialment a l'oest de França, de Valognes a Angulema. Entre elles, hi havia els hospitals de La Rochelle i Niort a Deux-Sèvres. Amb 66 anys, va començar un viatge per visitar les comunitats de la congregació; en tornar cap a Saint-Laurent-sur-Sèvre, va tenir un accident i caigué del cavall, passant alguns mesos de convalescència. Emmalaltí i hi morí el 28 d'abril de 1759 a Saint-Laurent-sur-Sèvre, al mateix lloc i el mateix dia que havia mort, 43 anys abans, Louis de Montfort.

## Veneració
Fou sebollida a la vora de Montfort a l'església de Saint-Laurent-sur-Sèvre. Beatificada a Roma per Joan Pau II el 16 de maig de 1993, la seva festivitat és el 7 de maig. El 19 de setembre de 1996, Joan Pau II visità les dues tombes i pregà davant elles.